# Вольфганг Лей
Вольфганг Лей (нім. Wolfgang Ley; 21 червня 1920, Крефельд — 2 лютого 1990) — німецький офіцер-підводник, оберлейтенант-цур-зее крігсмаріне.

## Біографія
1 жовтня 1938 року вступив на флот. З березня 1941 року — офіцер взводу 1-ї навчальної дивізії підводних човнів. З жовтня 1941 року — 1-й вахтовий офіцер на підводному човні U-591. В липні-серпні 1942 року пройшов курс командира човна. З 10 листопада 1942 по 15 вересня 1943 року — командир U-61, з 27 вересня 1943 року — U-310, на якому здійснив 6 походів (разом 128 днів у морі). 9 травня 1945 року здався британським військам в Тронгеймі. 5 січня 1946 року звільнений.
Всього за час бойових дій потопив 2 кораблі загальною водотоннажністю 14 395 тонн.
| Дата            | Назва корабля      | Тип               | Тоннаж | Вантаж                           | Екіпаж | Загинули | Країна             | Конвой |
| --------------- | ------------------ | ----------------- | ------ | -------------------------------- | ------ | -------- | ------------------ | ------ |
| 29 вересня 1944 | Edward H. Crockett | Торговий пароплав | 7,176  | Баласт (1659 тонн хромової руди) | 68     | 1        | США                | RA-60  |
| 29 вересня 1944 | Samsuva            | Торговий пароплав | 7,219  | 3000 тонн кар'єрних кріплень     | 60     | 3        | Британська імперія | RA-60  |

## Звання
- Кандидат в офіцери (1 жовтня 1938)
- Морський кадет (1 липня 1939)
- Фенріх-цур-зее (1 грудня 1939)
- Оберфенріх-цур-зее (1 серпня 1940)
- Лейтенант-цур-зее (1 квітня 1941)
- Оберлейтенант-цур-зее (1 січня 1943)